# Log Horizon
Log Horizon (ログ・ホライズン, Rogu Horaizun) est une série de light novels écrite par Mamare Tōno et illustrée par Kazuhiro Hara. Elle est publiée par chapitres depuis avril 2010 et éditée en volume relié par Enterbrain depuis mars 2011. Quatre adaptations en manga supervisées par Mamare Tōno ont également vu le jour.
Une adaptation en série télévisée d'animation produite par le studio Satelight est diffusée entre octobre 2013 et mars 2014 sur NHK E. Une seconde saison est diffusée entre octobre 2014 et mars 2015. Dans les pays francophones, elle est diffusée en simultané par Anime Digital Network et J-One. Elle est diffusée en version française dès le 14 mars 2016 sur J-One et dès le 9 mai 2016 sur Game One.

## Synopsis
À la sortie de son douzième pack d'extension, le jeu de rôle en ligne massivement multijoueur, Elder Tale, est sans conteste devenu le MMORPG le plus joué dans le monde avec une base d'utilisateurs de plusieurs millions de joueurs. Cependant, à la suite de la sortie de sa douzième extension, Novasphere Pioneers, 30 000 joueurs japonais et plusieurs milliers d'autres à travers le monde connectés au moment de la mise à jour se retrouvent piégés dans le jeu sans possibilité de se déconnecter. Parmi ces joueurs, Shiroe, un jeune adulte peu sociable et ses amis Naotsugu et Akatsuki. Dans le but de surmonter les obstacles et les dangers de ce monde maintenant devenu leur réalité, ils décident alors de faire équipe.

## Personnages

### Principaux

#### Protagoniste
Shiroe (シロエ) / Kei Shirogane (城鐘恵, Shirogane Kei) (identité réelle) / le « Démon à lunettes » (腹ぐろ眼鏡, hara-guro megane) (surnom)
Voix japonaise : Takuma Terashima (ja)
Le personnage principal de l’histoire, maître fondateur de la guilde LOG HORIZON.
Selon la diégèse sur lequel s’appuie cet univers, Shiroe est un Semi-Alv Enchanteur de niveau 90 lorsque se produit l’« Apocalypse » qui transporte des joueurs connectés d’ELDER TALES dans ce monde presque identique de Theldesia.
Il fit autrefois partie du groupe légendaire Debauchery Tea Party en qualité de stratège, son intelligence, sa réflexion ainsi que sa capacité supérieure à concevoir des plans imprévisibles ou retors faisant sa réputation parmi les joueurs d’ELDER TALES.
Shiroe est peu sociable, ayant toujours refusé de rejoindre une guilde avant de fonder la sienne, et peut parfois montrer — sans s’en rendre compte — ce côté calculateur et « diabolique » qui lui vaut son surnom auprès des autres joueurs.

#### Groupe de Shiroe
Naotsugu (直継) / Naotsugu Hasegawa (葉瀬川直継, Hasegawa Naotsugu) (identité réelle)
Voix japonaise : Tomoaki Maeno (ja)
Vieille connaissance virtuelle et fidèle compagnon de Shiroe dans ses aventures, il est le premier membre à rejoindre sa guilde, LOG HORIZON.
Il est pervers, « complètement ouvert » selon ses propres dires, adorant le curry et les « petites culottes », ces dernières semblant un de ses sujets de prédilection.
Comme Shiroe, il fit autrefois partie du groupe légendaire Debauchery Tea Party, en qualité d’encaisseur de dégâts.
Il charrie régulièrement Akatsuki en la nommant « avorton » ; et se fait en retour cogner par elle quand il tient — ou semble sur le point de tenir — des propos tendancieux ou sexuellement connotés.
Akatsuki (アカツキ) / Shizuka Hanekura (羽倉静, Hanekura Shizuka) (identité réelle)
Voix japonaise : Emiri Katou (ja)
Le personnage féminin principal de l’histoire, connaissance virtuelle de Shiroe et seconde à rejoindre sa guilde, LOG HORIZON.
Empruntant un code de conduite aux shinobi, elle désigne Shiroe comme son « maître » et se proclame son garde du corps après qu’il lui ait permise de recouvrer — et révéler — sa véritable apparence féminine (son personnage originel d’ELDER TALES étant un homme).
Très petite et ne faisant pas son âge, elle n’en est pas moins efficace ; agile, rapide et furtive dans ses tâches de protection, d’assassinat, d’espionnage ou encore de pistage.
Elle est amoureuse de Shiroe.

### Secondaires
Marielle
C'est le maître de la guilde l'« Alliance du Croissant de Lune ». Elle est de niveau 90 et a un comportement assez enfantin, d’ailleurs elle a des peluches mignonnes dans sa chambre. Elle est amoureuse de Naotsugu.
Henrietta
c'est une barde de niveau 90 et fait partie de la guilde l'« Alliance du Croissant de Lune » en tant que trésorière. Elle aime tout ce qui est mignon comme Akatsuki parce qu'elle trouve qu'elle ressemble à une poupée. Elle aime lui faire porter des vêtements mignons et lui fait penser parfois à une psychopathe (car elle devient incontrôlable lorsqu'il s'agit d'Akatsuki). Elle est également amoureuse de Shiroe.
Shouryu
C'est un samouraï de niveau 90, il est également le commandant supérieur de la guilde de l'« Alliance du Croissant de Lune ». Il est fou amoureux de Marielle et considère Naotsugu comme un rival (bien que celui-ci ne le sache pas).
Nyanta
C'est un homme-chat de la classe Bretteur du niveau 90 qui faisait partie du même groupe que Shiroe et Naotsugu. Il devient membre de la guilde Log Horizon.
Serara
C'est une guérisseuse de niveau 44 de la classe des Druides. Elle est amoureuse de Nyanta.
Minori
C'est la sœur jumelle de Tohya. C'est une Prêtresse du Temple de niveau 45. Elle est amoureuse de Shiroe et deviendra son « apprenti » (une autre sous-classe).
Tōya
Frère jumeau de Minori, c'est un Samouraï de niveau 58.
Isuzu
C'est une barde de niveau 57. Elle est amoureuse de Rudy qu'elle considère comme un petit chien.
Rudy
De son vrai nom Rundel Haus Code, il est un habitant du pays qui souhaitait devenir aventurier. Il est de la classe des Sorciers et se vante souvent bien qu'il soit aussi puissant que Tōya. Lors du camp d'entrainement pour les aventuriers du niveau inférieur à 40, il est au niveau 23. Il deviendra un véritable aventurier lorsqu'il passera un contrat avec Shiroe pour intégrer Log Horizon. Il est amoureux de Isuzu.
Michikata
C'est le maître de la guilde « l'Alliance Océanique », spécialisée dans l'artisanat. Il est de la classe des Moines et est de niveau 90.
Karashin
C'est un invocateur de niveau 90, il est également le chef de la guilde marchande appelée la « Galerie N°8 ».
Roderic
C'est le maître de la « Firme Roderic », c'est également un invocateur de niveau 90.
Ichimonjinosuke Akaneya
C'est le maître de la guilde « Radio Market », il est sorcier de niveau 90.
Sojiro
C'est le maître de la guilde « la Brigade du vent de l'Est », il est très populaire auprès des filles et même des garçons car il est gentil et tout le monde le trouve mignon. Il est également un ancien membre du groupe « Debauchery Tea Party ». Sa gentillesse à une face sombre et vengeresse.
William Massachusetts
C'est un elfe de niveau 90 et de la classe « assassin », c'est aussi le maître de la guilde « Silver Swords », il n'est pas très aimable et perd vite patience. On apprend dans le saison 2 de l'anime qu'il admire Shiroe depuis ses débuts mais qu'il n'a pas pu rejoindre le Debauchery Tea Party, dissous à son accession au niveau 90.
Isaac
C'est le maître de la guilde « Les Chevaliers noirs ». C'est un Gardien de niveau 90, il est assez brusque mais plutôt gentil (à sa manière).Il est un ami du jeune prince Icelus Corven qui l’appelle "Mon Petit Isaac"
Krusty
C'est le représentant de le « Conseil de la Table ronde » d'Akihabara et le maître de la guilde « D.D.D ». C'est aussi un Gardien de niveau 90. Lors d'un combat il change de personnalité et prend du plaisir à « tuer » tous les monstres qu'il doit combattre.
Raynessia
Princesse et fille du duc de la famille Corven, elle se qualifie de lâche et pleurnicharde mais peut se montrer loyale et courageuse quand elle le peut. D'ailleurs Krusty l'a comparée à sa petite sœur car elle lui ressemble (moralement et non physiquement). C'est une habitante du pays (villageoise).
Sergead Corven
C'est le grand père de Reinessia, le coordinateur de la « Ligue des cités libres » des terres d'Eastal et le seigneur de la plus grande ville de l'Est, la capitale de Maihama. Il est également un habitant du pays.
Denikas
C'est un moine de niveau 90. Avec sa guilde Brigantia, il faisait régner la terreur dans la ville de Susukino et cherchait à capturer Serara. Il est vaincu par Shiroe et Nyanta à l'issue de la mission de sauvetage de Serara.
Rengan
C'est un semi-elfe. Il a le titre de « Sage du Miral Lake » ou « Sage du lac miroir » qu'il tient de son maître. Il a le visage terne et nous fait penser à un homme pas très net. Il connaît toute l'histoire du monde d'Elder Tale bien avant la création du jeu (donc l'arrivée des aventuriers [en tant que joueurs]).
Nureha
C'est une femme queue-de-renard de la classe des enchanteresse de niveau 90. Elle est également le maître de la guilde « Plant Hwyaden » et est qualifiée de « princesse » par ses membres Elle est amoureuse de Shiroe.
Dariella
Chroniqueuse de niveau 13 et de sous-classe citoyenne. C'est une auteur en voyage qui conte ses histoires à qui veut l'entendre (généralement des enfants) : il s'agit d'une des formes qu'utilise Nureha.
Kinjou
C'est un demi-alv de niveau 50. C'est le représentant du clan Kunie qui dirige toutes les banques, le flux d'argent d'Elder Tale et soutiennent les barrières qui protègent les villes des monstres. Le clan contrôle également la Garde Royale (« Défenseurs », selon les Habitants du pays) qui maintient l'ordre en interdisant les combats à l'intérieur des villes.
Players killers (« Pks »)
groupe d'aventuriers qui pillent les habitants du pays ainsi que d'autres aventuriers plus faibles pour leur voler leur argent et des items.
Villageois
Dans le jeu ils n'étaient que des « PNJ » (personnages non joueurs) mais à la suite de la catastrophe, ils sont devenus de véritables humains. Ils sont aussi appelés villageois.
Shredder
C'est un invocateur de niveau 46. Il recrutait dans sa guilde « Hamelin » des aventuriers du niveau inférieur à 30 afin de les exploiter pour pouvoir revendre les potions EXP que gagnaient ceux-ci pour changer de niveau rapidement ; Minori, Tohya et Isuzu en faisaient partie.

## Light novel
La série de light novels est publiée par chapitres depuis avril 2010 et éditée en volumes reliés par Enterbrain depuis mars 2011.
La série est publiée en Amérique du Nord par Yen Press, et la version française est publiée par Ofelbe dans un format double à partir de novembre 2015.
| no | Japonais                                                                                 | Japonais                           | Japonais                            | Français         | Français       |
| no | Titre                                                                                    | Date de sortie                     | ISBN                                | Date de sortie   | ISBN           |
| --- | ---------------------------------------------------------------------------------------- | ---------------------------------- | ----------------------------------- | ---------------- | -------------- |
| 1 2 | Premiers pas dans un autre monde Isekai no Hajimari (異世界のはじまり)                   | 31 mars 2011 30 mai 2011           | 978-4-04-727145-6 978-4-04-727298-9 | 26 novembre 2015 | 978-2373020083 |
| Une illustration bonus de Kazuhiro Hara.Liste des chapitres : - Premiers pas dans un autre monde - Isekai no Hajimari (異世界のはじまり) - Prologue - Chapitre 1 - La catastrophe - Chapitre 2 - Le petit assassin - Chapitre 3 - La bataille de Roka - Chapitre 4 - Les profondeurs de Palm - Chapitre 5 - Fuite - Les chevaliers de Camelot - Kyamerotto no Kishi-tachi (キャメロットの騎士たち) - Chapitre 1 - Retour à Akihabara - Chapitre 2 - Détermination - Chapitre 3 - Tournesol et muguet - Chapitre 4 - Les chevaliers de Camelot - Chapitre 5 - Cueille ton futur - Appendice - Membres de la première Table ronde : histoires de héros |                                                                                          |                                    |                                     |                  |                |
| 3 4 | Gēmu no Owari [Jō] (ゲームの終わり【上】) Gēmu no Owari [Ge] (ゲームの終わり【下】)      | 31 août 2011 30 septembre 2011     | 978-4-04-727413-6 978-4-04-727543-0 | 26 mai 2016      | 978-2373020106 |
| 5 6 | Akiba no Machi no Nichiyōbi (アキバの街の日曜日) Yoake no Mayoigo (夜明けの迷い子)       | 30 novembre 2011 30 mars 2013      | 978-4-04-727669-7 978-4-04-728235-3 | 23 mars 2017     | 978-2373020250 |
| 7 8 | Kunie no Ougon (供贄の黄金) Hibari-tachi no Habataki (雲雀(ひばり)たちの羽ばたき)        | 20 décembre 2013 29 septembre 2014 | 978-4-04-729175-1 978-4-04-729926-9 | 3 février 2022   | 978-2373020489 |
| 9 10 | Kanami, Gō! Īsuto! (カナミ、ゴー！イースト！) Nouasufia no kaikon (ノウアスフィアの開墾) | 27 mars 2015 30 septembre 2015     | 978-4-04-730190-0 978-4-04-730674-5 | 28 mars 2024     | 978-2373021073 |
| 11 | Saikyō no koraishu VS muteki no bāsākā (最強の古来種VS無敵の狂戦士)                      | 20 mars 2018                       | 978-4-04-730674-5                   |                  |                |

## Manga
Quatre adaptations en manga ont vu le jour au Japon, sous la supervision de l'auteur original Mamare Tōno. La première, intitulée Log Horizon, est illustrée par Kazuhiro Hara et est publiée depuis le 18 mai 2012 dans le magazine en ligne Famitsu Comic Clear, la version française est éditée chez Kana. La deuxième, intitulée Log Horizon Gaiden: Honey Moon Logs (ログ・ホライズン 外伝: Honey Moon Logs), est illustrée par Motoya Matsu et est publiée depuis le 27 janvier 2012 dans le magazine Dengeki Daioh de l'éditeur ASCII Media Works. La troisième, intitulée Log Horizon : La Brigade du vent de l'Ouest (ログ・ホライズン: 西風の旅団, Log Horizon: Nishikaze no Ryōdan), est illustrée par Koyuki et est publiée depuis le 9 juillet 2012 dans le magazine Age Premium de l'éditeur Fujimi Shobo, la version française est éditée chez Kana. La quatrième, intitulée Log Horizon Gaiden: Nyanta-hancho Shiawase no Recipe (ログ・ホライズン: にゃん太班長 幸せのレシピ), est illustrée par Sōchū et est publiée depuis le 21 décembre 2012 dans le magazine Comic B's LOG de l'éditeur Enterbrain. 

### Log Horizon
| no | Japonais        | Japonais          | Français        | Français          |
| no | Date de sortie  | ISBN              | Date de sortie  | ISBN              |
| -- | --------------- | ----------------- | --------------- | ----------------- |
| 1  | 15 février 2013 | 978-4-04-728718-1 | 7 novembre 2014 | 978-2-5050-6194-6 |

### Log Horizon Gaiden: Honey Moon Logs
| no | Japonais          | Japonais          |
| no | Date de sortie    | ISBN              |
| -- | ----------------- | ----------------- |
| 1  | 27 février 2013   | 978-4-04-891353-9 |
| 2  | 27 février 2013   | 978-4-04-891354-6 |
| 3  | 27 septembre 2013 | 978-4-04-891938-8 |
| 4  | 27 août 2014      | 978-4-04-866701-2 |

### Log Horizon: La Brigade du vent de l'Ouest
| no | Japonais         | Japonais          | Français          | Français          |
| no | Date de sortie   | ISBN              | Date de sortie    | ISBN              |
| --- | ---------------- | ----------------- | ----------------- | ----------------- |
| 1 | 7 février 2013   | 978-4-04-712853-8 | 6 mars 2015       | 978-2-5050-6300-1 |
| Liste des chapitres : - Chapitre 1 : Réalité - Chapitre 2 : Repas - Chapitre 3 : Habitants - Chapitre 4 : Anxiété - Chapitre 5 : Gardes - Chapitre 6 : Mort                                                                                 |                  |                   |                   |                   |
| 2 | 9 septembre 2013 | 978-4-04-712896-5 | 19 juin 2015      | 978-2-5050-6301-8 |
| Liste des chapitres : - Chapitre 7 : PK - Chapitre 8 : Amelin - Chapitre 9 : L'alliance des petites et moyennes guildes - Chapitre 10 : Le Saint-Épéiste et le Glaive Noir - Chapitre 11 : Vrai visage - Chapitre 12 : Début des hostilités |                  |                   |                   |                   |
| 3 | 8 mars 2014      | 978-4-04-070049-6 | 11 septembre 2015 | 978-2-5050-6302-5 |
| Liste des chapitres : - Chapitre 13 : Versus Hamelin - Chapitre 14 : Ne jamais perdre - Chapitre 15 : Camarades - Chapitre 16 : Derrière le mur - Chapitre 17 : Bye-bye ! À la prochaine ! - Chapitre 18 : Règles                           |                  |                   |                   |                   |
| 4 | 9 octobre 2014   | 978-4-04-070354-1 | 19 février 2016   | 978-2-5050-6303-2 |
| 5 | 9 mars 2015      | 978-4-04-070507-1 | 26 août 2016      | 978-2-5050-6591-3 |
| 6 | 9 octobre 2015   | 978-4-04-070723-5 | 20 janvier 2017   | 978-2-5050-6886-0 |
| 7 | 9 avril 2016     | 978-4-04-070859-1 | 2 juin 2017       | 978-2-5050-6887-7 |
| 8 | 8 octobre 2016   | 978-4-04072054-8  | 1er décembre 2017 | 978-2-5050-6983-6 |
| 9 | 9 mai 2017       | 978-4-04072283-2  | 6 juillet 2018    | 978-2-5050-7168-6 |
| 10 | 9 octobre 2017   | 978-4-04072495-9  | 4 janvier 2019    | 978-2-5050-7310-9 |
| 11 | 9 mai 2018       | 978-4-04072705-9  | 19 avril 2019     | 978-2-5050-7401-4 |

### Log Horizon Gaiden: Nyanta-hancho Shiawase no Recipe
| no | Japonais           | Japonais          |
| no | Date de sortie     | ISBN              |
| -- | ------------------ | ----------------- |
| 1  | 31 août 2013       | 978-4-04-729072-3 |
| 2  | 1er septembre 2014 | 978-4-04-729894-1 |
| 3  | 1er août 2015      | 978-4-04-730600-4 |
| 4  | 1er juillet 2016   | 978-4-04-734165-4 |
| 5  | 1er juin 2017      | 978-4-04-734641-3 |
| 6  | 31 mars 2018       | 978-4-04-735060-1 |

### Log Horizon: Kanami, Go! East!
| no | Japonais         | Japonais          |
| no | Date de sortie   | ISBN              |
| -- | ---------------- | ----------------- |
| 1  | 1er juin 2016    | 978-4-04-734070-1 |
| 2  | 31 décembre 2016 | 978-4-04-734070-1 |

## Anime
L'adaptation en série télévisée d'animation est annoncée en janvier 2013. Celle-ci est produite par le studio Satelight avec une réalisation de Shinji Ishihara et un scénario de Toshizo Nemoto. Elle est diffusée sur NHK E du 5 octobre 2013 au 22 mars 2014. Hors du Japon, la série est diffusée en simulcast en version originale sous-titrée en français sur le site Anime Digital Network et à la télévision sur J-One dans les pays francophones et par Crunchyroll en version sous-titrée en anglais ou espagnol.
Une seconde saison est annoncée à la fin de diffusion du 25e épisode de la première saison en mars 2014. Cette seconde saison est produite par le Studio Deen et est diffusée à partir du 4 octobre 2014 au Japon sur NHK E et en simulcast sur Anime Digital Network. La saison 2 a pris fin le 28 mars 2015 avec le 25e épisode. Son passage sur la télévision française a débuté à partir du 13 mars 2017.
La saison 3 est annoncée en janvier 2020 pour une sortie prévue à l'automne 2020 mais est finalement reportée à cause du coronavirus. A nouveau produite par le Studio Deen, cette saison de 12 épisodes est diffusée du 13 janvier  au 31 mars 2021 au Japon sur NHK E et en simulcast sur Anime Digital Network.

## Réception
Entre novembre 2013 et mai 2014, la série de light novels s'est écoulée à plus de 236 000 exemplaires, se plaçant à la douzième place du top Oricon.

### Light novel
Version japonaise
1. 1 2  Tome 1
2. 1 2  Tome 2
3. 1 2  Tome 3
4. 1 2  Tome 4
5. 1 2  Tome 5
6. 1 2  Tome 6
7. 1 2  Tome 7
8. 1 2  Tome 8
9. 1 2  Tome 9
10. 1 2  Tome 10
11. 1 2  Tome 11

Version française
1. 1 2  Tome 1 & 2
2. 1 2  Tome 3 & 4
3. 1 2  Tome 5 & 6
4. 1 2  Tome 7 & 8

### Manga
Version japonaise
Log Horizon
1. 1 2  Tome 1

Log Horizon Gaiden: Honey Moon Logs
1. 1 2  Tome 1
2. 1 2  Tome 2
3. 1 2  Tome 3
4. 1 2  Tome 4

Log Horizon: Nishikaze no Ryōdan
1. 1 2  Tome 1
2. 1 2  Tome 2
3. 1 2  Tome 3
4. 1 2  Tome 4
5. 1 2  Tome 5
6. 1 2  Tome 6
7. 1 2  Tome 7
8. 1 2  Tome 8
9. 1 2  Tome 9
10. 1 2  Tome 10
11. 1 2  Tome 11

Log Horizon Gaiden: Nyanta-hancho Shiawase no Recipe
1. 1 2  Tome 1
2. 1 2  Tome 2
3. 1 2  Tome 3
4. 1 2  Tome 4
5. 1 2  Tome 5
6. 1 2  Tome 6

Log Horizon: Kanami, Go! East!
1. 1 2  Tome 1
2. 1 2  Tome 2

Version française
Log Horizon
1. 1 2  Tome 1

Log Horizon : La Brigade du vent de l'Ouest
1. 1 2  Tome 1
2. 1 2  Tome 2
3. 1 2  Tome 3
4. 1 2  Tome 4
5. 1 2  Tome 5
6. 1 2  Tome 6
7. 1 2  Tome 7
8. 1 2  Tome 8
9. 1 2  Tome 9
10. 1 2  Tome 10
11. 1 2  Tome 11